# Veronica Mars
Veronica Mars és una sèrie de televisió americana catalogada com a "teen noir" i que es va estrenar a la cadena UPN el 22 de setembre de 2004, on va continuar fins a la seva segona temporada.
Més tard, degut a la fusió entre Universal Studios i Warner Bros, la tercera temporada (estrenada el 3 d'octubre de 2006), va ser emesa pel canal resultant: The CW. Aquesta va ser la seva última temporada, essent el capítol final l'emès el 22 de maig de 2007 als Estats Units. El març de 2013 es va fer una campanya per recollir diners per continuar el projecte endavant, recollint els 2 milions de dòlars que necessitaven en menys d'11 hores. Durant el 2014 es va treure la pel·lícula. La cadena Hulu va treure el 19 de juliol de 2019 una quarta temporada de 8 episodis i no es va preveure una cinquena temporada. El 2014 Rob Thomas va fer la pel·lícula Veronica Mars ambientada nou anys després dels esdeveniments del final de la sèrie, la trama segueix a Veronica Mars que torna a la seva ciutat natal a Neptune per investigar la mort d'un antic company de classe presumptament assassinat per l'exnòvio de Mars, Logan Echolls.

## Argument
La serie mostra la vida de Veronica Mars, una estudiant que, després del misteriós assassinat de la seva millor amiga, haurà d'alternar els seus estudis amb el treball a temps parcial com a detectiu privat en l'agència del seu pare. Tot això, sense abandonar la investigació del tràgic succés. La sèrie es converteix des del principi en un còctel de misteri, intriga, bons guions, una bona dosi d'humor negre i constants referències culturals, el que l'ha convertit en una sèrie de culte i una de les favorites del públic i la crítica.

## Primera Temporada
Benvinguts a Neptune (Califòrnia), una ciutat on no existeix la classe mitjana: o ets ric o treballes per a ells. En aquesta ciutat trobarem a Veronica Mars, la nostra protagonista, que veurà com la seva existència canvia de la nit al dia. Tot comença quan el cadàver de la seva millor amiga, Lilly Kane, és trobat amb símptomes de violència al costat de la piscina de la seva mansió. Després del tràgic incident, el pare de Veronica, el sheriff local, no triga a acusar al mateix pare de la víctima (el bilionari Jake Kane) del seu assassinat. L'obsessió de Keith per incriminar a Jake tot i no posseir alguna prova de la seva culpabilitat, aixecarà una gran polèmica que acabarà amb la seva destitució. A més, la pressió de l'elitista societat de Neptune provocarà la separació del matrimoni Mars, i és que la mare de Veronica, incapaç d'aguantar-la, abandonarà a marit i filla. Veronica veurà com d'un dia a un altre passa de ser una de les persones més populars de l'institut a convertir-se en el centre de les burles dels seus companys. A més, el seu xicot (i germà de Lilly), Duncan, la va deixar dies abans que tot passés sense donar cap explicació.
Mesos més tard, trobem a Keith Mars amb la seva pròpia agència d'investigació privada "Mars Investigations", on tindrà l'ajuda de la seva filla, que compaginarà els estudis i el treball a l'agència amb la investigació independent del cas de la família Kane. Al llarg de la temporada, Veronica aconseguirà noves pistes i indicis que l'acostaran a resoldre l'assassinat. A més, ajudarà als seus companys d'institut.
En ser marginada de la societat per donar suport al seu pare, Veronica comptarà amb molt pocs amics, limitant-se aquests a Wallace (Percy Daggs III), el noi nou de l'institut, Mac (Tina Majorino), una autèntica experta en ordinadors i Meg (Alona Tal), de l'equip d'animadores. Per si no fos poc, durant el mateix transcurs del curs escolar, canvis dramàtics succeiran en la vida amorosa de Veronica: comença a sortir amb l'amic de Duncan, Troy Vandergraff (Aaron Ashmore), amb el qual, després de descobrir alguns detalls escabrosos de la seva vida, decidirà trencar la relació. Més tard, Veronica coneixerà a Leo, un policia tres anys major que ella, la seva relació no durarà molt, però seguiran com amics. Es resoldrà la tensió entre Veronica i Logan Echolls (antic xicot de Lilly), la relació del qual (molt accidentada) evolucionarà des del seu punt inicial cap a una altra cosa.

## Segona Temporada
Després d'haver descobert al veritable assassí de Lilly, la vida de Veronica canvia per complet, i és que no només reprendrà la seva antiga relació amb Duncan Kane, sinó que veurà com a poc a poc anirà recuperant la seva antiga vida. No obstant això, la seva afable i normal existència com estudiant i treballadora a temps parcial com cambrera es veurà ràpidament truncada per nous i misteriosos esdeveniments, que requeriran, de nou, el seu talent per a la investigació. El més important de tots ells, serà el de la caiguda d'un autobús del seu propi institut per un precipici, el que implicarà la mort de molts dels seus companys. Aviat, l'espectador i la mateixa Veronica començaran a sospitar que potser l'accident va ser provocat.
En aquesta temporada noves cares s'uneixen a l'elenc principal. Entre elles, les de Ryan Hansen (Dick Casablancas), Kyle Gallner (Cassidy "Beaver" Casablancas) i Tessa Thompson (Jackie Cook).

## Tercera Temporada
El 16 de maig del 2006, va ser anunciat que Veronica Mars tornaria a la televisió, a l'octubre, en el nou canal americà The CW. Rob Thomas, el creador de la sèrie, va dir que, en comptes d'un gran misteri, n'hi hauria tres principals, amb un desenllaç abans que l'altre comenci. La sèrie va rebre finalment una temporada completa de 20 episodis. D'aquests episodis, els 9 primers engloben el primer misteri; fins al 15 hi ha la segona trama i finalment, els últims cinc episodis de la sèrie no tenen un misteri en comú.
La tercera temporada comença amb Veronica assistint a la seva primera classe a la prestigiosa universitat de Hearst, a Neptune. Fan la seva aparició personatges ja coneguts com a Wallace Fennel, Logan Echolls, Cindy "Mac" Mackenzie, Eli "Weevil" Navarro i el sheriff Don Lamb.
En aquesta temporada apareixen nous personatges com Parker Lee i Stosh "Piz" Piznarski. El primer misteri de la temporada tracta d'una sèrie de violacions ocorregudes en la universitat de Hearst. El violador comet el crim i a més rapa el cap a les seves víctimes. Per desgràcia, una de les víctimes és Parker, i Veronica es decideix a investigar el cas en veure la passivitat de la direcció de la Universitat davant el tema.
El Segon misteri tracta del suïcidi/assassinat de Dean O'Dell, Veronica juntament amb Keith Mars resoldran aquest cas, en el que hi semblen implicats alguns dels personatges.
Finalment, els últims cinc episodis són autoconclusius.

## Quarta temporada
La quarta temporada comença al 2019, catorze anys després del final i cinc després de la pel·lícula.
Veronica viu amb Logan a Neptune i encara treballa d'investigadora privada amb Keith. Hi ha un gran cas després de diversos atemptats en espais de Spring Break, d'entre els sospitosos hi ha des d'un congressista fins a un càrtel mexicà.

## Personatges

### Personatges Principals

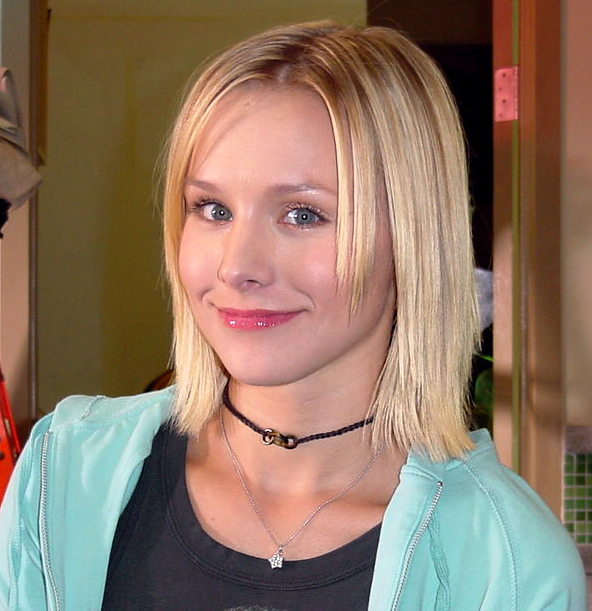
Kristen Bell interpreta Veronica Mars

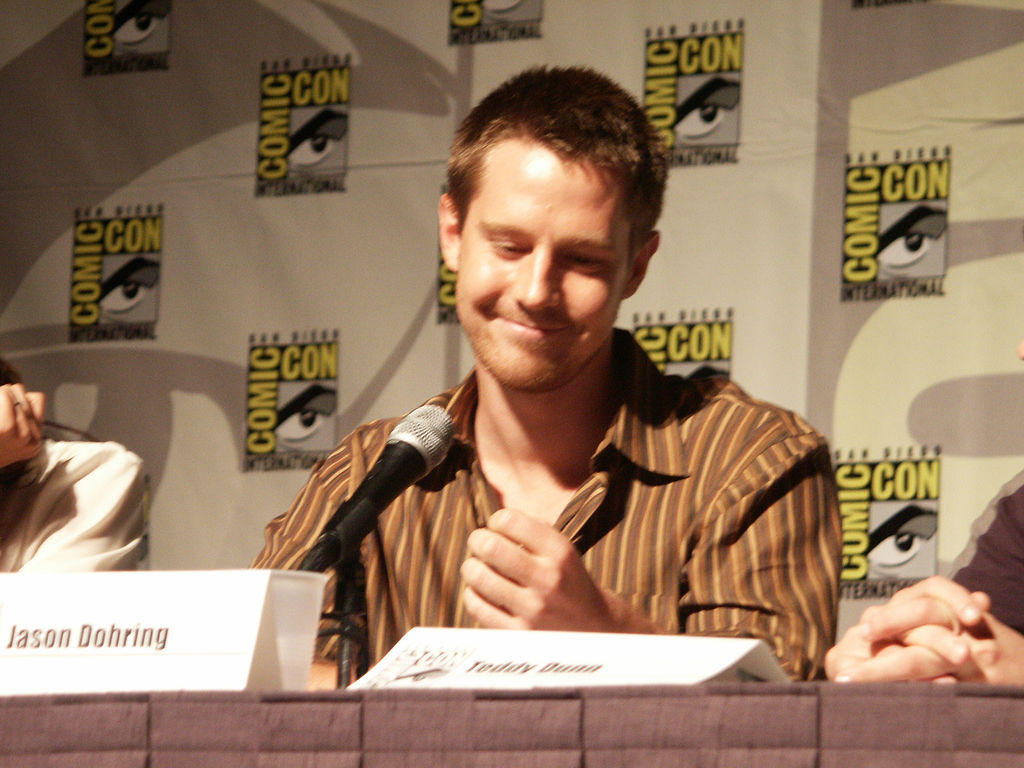
Jason Dohring interpreta Logan Echolls.

- Veronica Mars (Kristen Bell) - Protagonista
- Keith Mars (Enrico Colantoni) - Pare de Veronica, investigador privat i sheriff.
- Wallace Fennel (Percy Daggs III) - El millor amic de Veronica.
- Logan Echolls (Jason Dohring) - Amic de Duncan i ex-xicot de Lilly i Veronica.
- Eli "Weevil/piojo" Navarro (Francis Capra) - Ex-líder de los moteros locales.
- Dick Casablancas (2005-) (Ryan Hansen) - Amic de Logan.
- Parker Lee - (Julie Gonzalo) Companya de Mac i Veronica a Hearst.
- Stosh "Piz" Piznarski (Chris Lowell) - Nou amic de Veronica a Hearst.
- Don Lamb' (2004-2007) (Michael Muhney) — Ex-Sheriff de Neptune.
- Duncan Kane (2004-2006) (Teddy Dunn) - Ex-xicot de Veronica i germà de Lilly.
- Mallory Dent' (2004) (Sydney Tamiia Poitier) - Professora de periodisme de l'institut Neptune.
- Cassidy "Beaver" Casablancas' (2005-2006) (Kyle Gallner) - Germà petit de Dick.
- Jackie Cook' (2005-2006) (Tessa Thompson) - Estudiant del Neptune, filla de Terrence Cook.

### Recurrents

#### General
- Kendall Casablancas (Charisma Carpenter) — Ex-madrastra de Dick i Beaver.
- Terrence Cook (Jeffrey Sams) — Antic jugador de beisbol i pare de Jackie.
- Aaron Echolls (Harry Hamlin) — Actor de classe mundial (guanyador d'un Oscar) i pare de Logan.
- Lynn Echolls (Lisa Rinna) — Actriu casada amb Aaron Echolls, mare de Logan i madrastra de Trina. Supusadament es va suïcidar, encara que els fets mai van ser aclarats del tot.
- Trina Echolls (Alyson Hannigan) — Germanastra de Logan adoptada i eterna aspirant a actriu.
- Alicia Fennel (Erica Gimpel) — La mare de Wallace. Va sortir amb Keith durant la segona temporada.
- Celeste Kane (Lisa Thornhill) — Mare de Lilly i Duncan. Casada amb Jake Kane.
- Jake Kane (Kyle Secor) — Pare de Lilly i Duncan, casat amb Celeste i que es va fer milionari amb el Software.
- Lilly Kane (Amanda Seyfried) — La germana gran de Duncan, millor amiga de Veronica i novia de Logan Echolls. El seu assassinat és el que desferma tota la trama.
- Lianne Mars (Corinne Bohrer) — Alcohòlica mare de Veronica i ex-dona de Keith.
- Steve Batando (Richard Grieco) — Ex-marit de Mindy O'Dell.
- Harmony Chase (Laura San Giacomo) — El seu breu idil·li amb Keith la portarà a cometre adulteri.
- Leo D'Amato (Max Greenfield) — Antic ajudant del sheriff i ex-xicot de Veronica.
- Liam Fitzpatrick (Rodney Rowland) — Membre del Clan Fitzpatrick.
- Woody Goodman (Steve Guttenberg) — Antic amo de l'equip infantil de beisbol de Neptune i ex-alcalde.
- Abel Koontz (Christian Clemenson) — Va confessar ser l'assassí de Lilly Kane sense ser-ho.
- Cliff McCormack (Daran Norris) — Advocat i amic de la família Mars.
- Mindy O'Dell (Jaime Ray Newman) — Dona/Viuda de Cyrus O'Dell's.
- Sacks (Brandon Hillock) — La mà dreta del sheriff Lamb.
- Vinnie Van Lowe (Ken Marino) — Investigador privat de moral dubtosa i competència de Keith.
- Clarence Wiedman (Christopher B. Duncan) — Cap de seguretat de Kane Software.

#### Institut Neptune
- Van Clemmons (Duane Daniels) — Director de l'institut.
- Vincent "Butters" Clemmons (Adam Hendershott) — Fill del director de l'institut.
- Corny (Jonathan Chesner) — Estudiant.
- Hector Cortez (Patrick Wolff) — Membre dels P.C.H.
- Tommy "Lucky" Dohanic (James Jordan) — Conserge de l'institut.
- Gia Goodman (Krysten Ritter) — Estudiant i filla de Woody Goodman's.
- Hannah Griffith (Jessy Schram) — Novia de Logan durant alguns episodis.
- Rebecca James (Paula Marshall) — Psicòloga de l'institut. Va sortir amb Keith.
- Meg Manning (Alona Tal) — Amiga y més tard ex-amiga de Veronica. Ex-novia de Duncan i mare de la seva filla. Mor a causa de l'incident de l'autobús escolar a la segona temporada.
- Eduardo "Thumper" Orozco (James Molina) — Membre dels P.C.H.
- Madison Sinclair (Amanda Noret) — Popular a l'institut i odiada per molts. Ex-novia de Dick.
- Felix Toombs (Brad Bufanda) — Antiga mà dreta de Weevil en els P.C.H. Assassinat per Thumper.
- Troy Vandegraff (Aaron Ashmore) — Ex-xicot de Veronica i antic traficant de drogues.

#### Hearst College
- Tom Barry (Matt McKenzie) — Ex-entrenador de l'equip de bàsquet.
- Chip Diller (David Tom) — President de la fraternitat Pi Sig.
- Tim Foyle (James Jordan) — Ajudant del Professor Landry.
- Mason (Robert Ri'Chard) — Company d'equip de bàsquet de Wallace.
- Max (Adam Rose) — Estudiant geek que es treu un sobresou amb la venda d'exàmens.
- Mercer Hayes (Ryan Devlin) — Amic de Logan i Dick.
- Hank Landry (Patrick Fabian) — Ex-professor de Criminologia de Veronica.
- Nish (Chastity Dotson) — Antiga editora del Hearst Free Press.
- Cyrus O'Dell (Ed Begley, Jr.) — Degà del Hearst College. Assassinat per Tim Foyle.
- Moe Slater (Andrew McClain) — Encarregat dels dormitoris de Hearst.

## Música
La sintonia d'obertura de Veronica Mars està constituïda per la cançó We Used to be friends del grup The Dandy Warhols, que és dins del seu àlbum Welcome to the monkey island (2003).
La cançó va mantindre el seu format original durant les dues primeres temporades, a la tercera, i coincidint amb el pas de Veronica a la Universitat i de la mateixa sèrie a The CW, la cançó va ser substituïda per una nova versió, que acompanya al també nou format dels títols de crèdit.

### Banda Sonora
La banda sonora de la sèrie es va posar a la venda el 27 de setembre de 2005 als Estats Units i consta de 14 cançons: 
1. We Used to Be Friends (tema principal) - The Dandy Warhols
2. I Hear The Bells - Mike Doughty
3. I Know I Know I Know - Tegan and Sara
4. I Turn My Camera On - Spoon
5. No Sleep Tonight - The Faders
6. Dakota - Stereophonics
7. Sway - The Perishers
8. Long Time Coming - Delays
9. On Your Porch - The Format
10. Ocean City Girl - Ivy
11. Momentary Thing - Something Happens
12. The Way You Are - 46bliss
13. Lost & Found - Adrienne Pierce
14. Lily Dreams On - Cotton Mather

## Premis i nominacions
2005-2006 IV Awards
- Millor actriu protagonista en una sèrie dramàtica: Kristen Bell (Guanya)
- Millor actor secundari en una sèrie dramàtica: Enrico Colantoni (Nominat)
- Millor actor secundari en una sèrie dramàtica: Jason Dohring (Nominat)
- Millor episodi individual d'una sèrie dramàtica: Per "Not Pictured" (2x22) (Guanya)

American Film Institute Awards
- Programes televisius de l'any - 2005 (Guanya)

Family Television Awards
- Millor relació Pare/Filla - 2006 - Kristen Bell, Enrico Colantoni (Guanya)

International Cinematographers Guild Publicists Awards
- Guardó Maxwell Weinberg Publicist Showmanship para Televisió - 2006 (Nominada)

Satellite Awards
- Actriu destacada en una sèrie dramàtica - 2005 - Kristen Bell (Nominada)
- Actriu en una sèrie dramàtica - 2006 - Kristen Bell (Nominada)

Saturn Awards
- Millor actriu televisiva - 2005 - Kristen Bell (Nominada)
- Millor sèrie de la Network Television - 2006 (Nominada)
- Millor actriu televisiva - 2006 - Kristen Bell (Guanya)

Teen Choice Awards
- Sèrie revelació televisiva - 2005 (Nominada)
- Actriu revelació - 2005 - Kristen Bell (Nominada)
- Actriu dramàtica/Acció Aventures - 2006 - Kristen Bell (Nominada)
- Millor company televisiu - 2006 - Percy Daggs III (Nominat)
- Millor unitat familiar - 2006 - Enrico Colantoni (Nominada)

Television Critics Association Awards
- Programa revelació de l'any - 2005 (Nominada)
- Assoliment individual dramàtic - 2005 - Kristen Bell (Nominada)

Writers Guild of America Awards
- Promoció On-Air (En ràdio o televisió) - 2007 (Nominada)
- Drama episòdic - 2006, per Normal Is the Watchword (2x01) - Rob Thomas (Guionista) (Nominada)